# 妹は知っている
『妹は知っている』（いもうとはしっている）は、雁木万里による日本の漫画。『週刊ヤングマガジン』（講談社）にて、2024年52号より連載中。雁木万里としては前作「俺はあざといを許さない」完結から7か月ぶりの連載となる。

## 沿革
2024年11月25日から連載開始。なお新連載号で2話一挙掲載された。
単行本1巻発売に際して2025年3月7日放送分から霜降り明星のオールナイトニッポン内でラジオCM3月一杯放送した。

## あらすじ
職場では無表情でつまらないと思われているサラリーマン三木貴一郎。その彼の正体は実は伝説のハガキ職人だが彼の面白さを知っているのは妹三木美貴だけだった。そんな同居する兄と妹で色々やり取りする。

## 登場人物
三木 美貴（みき みき）
女性。22歳。身長168cm。茶髪長髪。アイドルグループxoxo（キスキス）のメンバーでミキミキと呼ばれている。同居する兄の貴一郎が伝説のハガキ職人であることを唯一知っており、その才能が周りに伝わらないのを残念に思っている。代役で出たクイズ番組で貴一郎によって大喜利力をアピールしたことでバラエティー番組に出演が増える。『塩対応のミキ』と視聴者から評されており、無表情で受け答えはうまくない。本人は否定するが、行動パターンの根底にあるのが「お兄ちゃんならこうするだろう」という考え方があり、周りから見れば確実に重度のブラコン。表情が殆ど出ない貴一郎の照れや、体調不良などを即座に見分けることができる。その表情と塩対応さから、周りからは冷たく怖い人と捉えられがちだが、貴一郎と同じく根は優しく、ふとしたきっかけで友だちになった広瀬がぎっくり腰になってしまったときは、自分で車を運転して近くの病院に連れて行っていた。旧姓は真壁で両親が離婚、二人は母についていくことになったが、その際に苗字について現行でいくか母の旧姓である三木にするかを問われ、貴一郎が三木にしたいと言った際に、ミキミキという名前になってしまうことについて、母からそれで良いのかと問われるも貴一郎に合わせて苗字の変更をすることを即答していた。
三木 貴一郎（みき きいちろう）
男性。26歳。身長182cm。美貴の実兄。クリタコーポレーションに中途採用で入ったシステムエンジニア。黒髪前髪オールバックだが髪の毛が一本だけ出ている。美貴同様受け答えはうまくないので職場ではつまらないと思われているが実はオールナイトニッポンのラジオコーナーでたびたび優勝している伝説のハガキ職人「フルーツパフェ」。しかし美貴以外には言うタイミングがないので教えていない。美貴の裸を見ても気にしないほど仲は良い。美貴に対しては間違いなくシスコンと断言していいほどの感情と愛情を持っており、自分が悪く言われるより美貴を悪く言われる方が落ち込む。表情の変化が非常に乏しく、驚いても照れても嬉しくても基本的に表情に大きな変化はなく、落ち込んでいるときだけデフォルメ調でそれっぽく描かれることがある。妹から「私が結婚したほうが嬉しい？」と聞かれた時には、二人して「美貴が幸せならなんでもいい」と声を合わせて言うなど妹の幸せを第一に考えている。根はとても真面目で優しく、美貴の行動原理の大きな指針となっている。甘党。
広瀬 澄音（ひろせ すみね）
女性。24歳。金髪短髪。貴一郎の後輩でルックスがいいことから男性からモテて、同僚からSE界のハシカンと呼ばれている。飲み会で飲みすぎた時に、貴一郎からフォローされたので好感を持つ。彼氏がいたが別れている。笑いのツボが尖っている。
横尾 蕾（よこお つぼみ）
女性。33歳。経理部長で仕事に厳しいことからお局と言われる。熱心なハガキ職人だが一度も採用されていない。ラジオネームは「まだ咲いていないだけ」。ふとしたきっかけで、貴一郎と仲良くなるが貴一郎がフルーツパフェとは当初知らなかった。気が強く仕事ができる上司を会社では演じているためか、同じハガキ職人として仲間意識を持つも、貴一郎もハガキが採用されていないと暫くは勘違いしていた。しかし、ハガキ職人を実際にラジオブースに呼んで話させる特別企画で、フルーツパフェが登場した際に、その声と普段の言動・会社に置いているマグカップに番組ステッカーを貼っているという発言などから、フルーツパフェ=貴一郎を特定し、一人羞恥に悶えることになる。
あかり
美貴と同じ女性アイドルグループxoxoのメンバー。盛り上げ上手でよくバラエティー番組に出演する。コロナになったので代役で美貴が大喜利番組に出演した。
川北 秋斗（かわきた あきと）
男性。25歳。黒髪短髪で顔にほくろがある。澄音の元カレ。澄音に文句をたくさん言っていたが反論されたことで別れる。
石風呂 虎徹（いしぶろ こてつ）
男性。29歳。関西人。独身・フリーター。前髪に目が覆われ、表情が読めない。オールナイトニッポンでは「揉みタイガー」のラジオネームで下ネタ一本槍の投稿でMCにもその名前を覚えられるほどのハガキ職人。12歳のときに投稿した下ネタ投稿が読まれ、MCにその年齢を驚かれ、将来有望と評されたことで、ハガキ職人の道に入り、フルーツパフェ登場前までは、ハガキポイントで1位を下ネタ一本で取るなど、下ネタ投稿では恐らくフルーツパフェも敵わないハガキ職人の一人。下ネタで埋め尽くされたネタノートを作成しており、その情熱は間違いなく本物。フルーツパフェが出てきたときは、その才能に嫉妬しつつもホンモノであることを認めており、敵わないと思いつつも下ネタ投稿を続けている。実は貴一郎がハガキ職人になるきっかけを作った張本人でもある。

## 用語
xoxo（キスキス）
美貴が所属する女性アイドルグループ。
大喜利アイドルグランプリ
女性アイドルによる大喜利番組。あかりの代役で出演した美貴はそこで貴一郎からのフォローで名回答連発したことでバラエティー番組に出演が増えた。

## 書誌情報
- 雁木万里『妹は知っている』講談社〈ヤンマガKCスペシャル〉、既刊3巻（2025年8月6日現在）
  1. 2025年3月6日発売[4][5]、ISBN 978-4-06-538788-7
  2. 2025年6月6日発売[6]、ISBN 978-4-06-539948-4
  3. 2025年8月6日発売[7]、ISBN 978-4-06-540537-6